# Кнёйсен, Михел
Михел Жюль Ло́девейк Кнёйсен (нидерл. Michel Jules Lodewijk Knuysen, 25 октября 1929, Вейнегем — 6 мая 2013, Антверпен, Фламандский регион) — бельгийский гребец, серебряный призёр летних Олимпийских игр 1952 года в двойках распашных без рулевого, чемпион Европы 1951 года.

## Спортивная карьера
В 1950-х гг. создал успешную двойку с Бобом Батенсем. В 1951 г. они стали чемпионами Европы во французском Маконе в двойке распашной без рулевого. На летних Олимпийских играх в Хельсинки вновь стали лучшим европейским дуэтом, уступив лишь представителям США. На чемпионатах Европы 1953 и 1955 г. выигрывали серебро, уступив в обоих случаях представителям СССР Игорю Булдакову и Виктору Иванову. На чемпионате Европы в Югославии (1956) стали бронзовыми призёрами.
На своей второй Олимпиаде в Мельбурне (1956) из-за сильной жары бельгийские спортсмены выступили неудачно. По завершении гребной карьеры Кнёйсен работал менеджером в компании, специализирующейся на производстве парусных судов.